# Humanitarian Service Medal
La Humanitarian Service Medal (HSM) est une décoration militaire interarmées des États-Unis créée pour récompenser les militaires des forces armées américaines ayant participé à une opération militaire à vocation humanitaire.

## Histoire
La Humanitarian Service Medal est créée le 19 janvier 1977 par l'Ordre exécutif no 11965 signé par le Président des États-Unis Gerald Ford. Elle est destinée à être attribuée aux personnels militaires ayant participé à une opération de nature humanitaire sur le sol américain ou à l'étranger. Elle est décernable aux membres de tous les corps de l'armée des États-Unis, y compris la réserve et la Garde nationale. Les opérations concernées comprennent notamment l'aide au secours en cas de catastrophe naturelle, l'évacuation des non-combattants d'une zone de conflit ou l'aide humanitaire aux réfugiés. Les opérations de maintien de l'ordre ou de protection d'installation ne sont pas prises en compte. La médaille ne peut pas être décerné si le militaire concerné s'est vu attribuer, pour la même opération, l'Armed Force Service Medal ou l'Armed Forces Expeditionary Medal. L'opération concernée peut être entièrement sous commandement militaire ou être sous commandement civil avec troupes militaires détachées. Créée en janvier 1977, la récompense a été attribuée à titre rétroactif pour des opérations commencées à partir du 1er avril 1975. Le département de la défense attribue pour les mêmes opérations une récompense pour les personnels civils des forces armées : le Civilian Award for Humanitarian Service (en).

## Description
La médaille est un disque de bronze portant sur l'avers une main droite paume ouverte symbolisant le don et l'apport d'une aide. Sur le revers, une branche de chêne est surmontée de l'inscription For humanitarian service. Tout autour du bord inférieur est gravée l'inscription United States Armed Forces.
Le ruban est composé d'un fond bleu ciel traversé en son centre par une bande bleue marine. Sur les bordures, deux minces bandes mauves sont séparées du fond par des liserés blancs. Le ruban peut être agrémenté d'une Service star si la récompense a été attribuée plusieurs fois,.

## Événements notables
Les événements suivants, auxquels ont participé des éléments des forces armées américaines, ont donné lieu à des attributions de la Humanitarian Service Medal :
- Éruption du mont Saint Helens en 1980
- Séisme de 1985 à Mexico
- Attentat d'Oklahoma City
- Ouragans Hugo, Mitch, Katrina et Sandy